# Wer hätte das gedacht?
Wer hätte das gedacht? ist ein Kollabo-Album der deutschen Rapper Afrob und Samy Deluxe, die bei dem Projekt unter dem Pseudonym ASD auftreten. Das Album erschien am 28. März 2003 über das Label EMI.

## Produktion
Für die Beats des Albums sind vor allem Produzenten aus den USA verantwortlich. So wurde ein Großteil von den Detroitern Waajeed und J Dilla sowie dem New Yorker Diamond D produziert. Der Kroate Baby Dooks und das Duo Jontae Slade und Miles Lewis steuerten mehrere Beats bei. Auch der deutsche Produzent DJ Desue ist mit zwei Produktionen vertreten. Einzelne Instrumentals stammen außerdem von Yvan Jacquemet, DR Period, Mr. Khaliyl, Kaos und DJ Rocky.

## Gastbeiträge
Neben den beiden Protagonisten treten auf fünf Liedern des Albums andere Künstler in Erscheinung. Bei Is’ wie’s Is ist der Berliner Rapper Dean Dawson zu hören, während der Frankfurter Rapper D-Flame auf Vaterlos vertreten ist. Außerdem singen Tracey Moore bei Dance with Me und Brooke Russell bei Big Boys und im Outro.

## Titelliste
| #  | Titel                      | Gastmusiker    | Produzent                    | Länge |
| -- | -------------------------- | -------------- | ---------------------------- | ----- |
| 1  | Intro                      |                | Waajeed                      | 1:31  |
| 2  | Sneak Preview              |                | Yvan Jacquemet               | 3:49  |
| 3  | Sandman                    |                | Jontae Slade und Miles Lewis | 3:38  |
| 4  | Wer hätte das gedacht?     |                | Waajeed                      | 4:00  |
| 5  | ASD                        |                | DR Period                    | 4:13  |
| 6  | Is’ wie’s is’              | Dean Dawson    | DJ Desue                     | 4:03  |
| 7  | Im Grunde genommen         |                | Jontae Slade und Miles Lewis | 3:34  |
| 8  | Big Boys                   | Brooke Russell | Baby Dooks                   | 3:34  |
| 9  | Yagayaa                    |                | Waajeed                      | 2:01  |
| 10 | African Riddim             |                | Mr. Khaliyl                  | 4:11  |
| 11 | Dance with Me              | Tracey Moore   | Kaos                         | 3:23  |
| 12 | Hey du (nimm dir Zeit)     |                | Waajeed                      | 4:30  |
| 13 | Interlude                  |                | Waajeed                      | 1:34  |
| 14 | Weißt du wo die Party ist? |                | Afrob und Samy Deluxe        | 0:56  |
| 15 | Sag mir wo die Party ist!  |                | Diamond D                    | 3:55  |
| 16 | Vaterlos                   | D-Flame        | DJ Desue                     | 4:01  |
| 17 | Frage / Antwort            |                | Jontae Slade und Miles Lewis | 3:38  |
| 18 | Komm schon                 |                | J Dilla                      | 2:55  |
| 19 | Ich & er                   |                | DJ Rocky                     | 4:47  |
| 20 | Outro                      | Brooke Russell | Baby Dooks                   | 4:05  |

## Rezeption
| Professionelle Bewertungen | Professionelle Bewertungen |
| -------------------------- | -------------------------- |
| Kritiken                   |                            |
| Quelle                     | Bewertung                  |
| laut.de                    | [ 2 ]                      |

- Das Online-Magazin laut.de gab dem Album drei von möglichen fünf Punkten und kritisierte, dass Afrob nicht mit Samy Deluxe mithalten könne:

„Afrob und Samy Deluxe aka ASD machen einen auf Method Man And Redman und formieren sich zum schlagkräftigsten Tag Team der deutschsprachigen Hip Hop-Szene. […] Die nötige Abwechselung bieten das hymnenhafte, von filmtauglichen Breitwand-Sample unterlegte "ASD", das melancholische, an Nas' "Mastermind" erinnernde "Hey Du (Nimm Dir Zeit)", die D-Flame-beeinflusste Familientragödie "Vaterlos" und das smoothe, von Sängerin Brooke Russel dominierte "Outro". Musikalisch gibt es also nix zu meckern, doch in Sachen Raps liegt einiges im Argen. […] Im Gegensatz zu Method Man und Redman wirkt die Chemie zwischen den beiden Protagonisten jedoch unausgewogen. Zu groß sind die Qualitätsunterschiede zwischen Samy Deluxe und seinem Partner Afrob. Das Skillz-Pendel neigt sich eindeutig zu Gunsten des Hamburgers und schadet deshalb dem ganzen Projekt. […] Nur bei den ruhigen Stücken wie "Hey Du" oder "Vaterlos" beweist Afrob alte Klasse. Zu wenig, um die vielversprechenden Ansätze in einen echten Klassiker umzumünzen. Schade.“

## Chartplatzierungen und Singles
Das Album stieg in der 16. Kalenderwoche des Jahres 2003 auf Position 5 in die deutschen Charts ein. In den folgenden Wochen belegte es die Plätze 19 und 22. Insgesamt hielt sich Wer hätte das gedacht? 13 Wochen in den Top 100. In den deutschen Jahrescharts 2003 belegte der Tonträger Rang 100.
Als Singles wurden Sneak Preview, Sag mir wo die Party ist! und Hey du (nimm dir Zeit) ausgekoppelt.
| ChartsChartplatzierungen | Höchstplatzierung | Wochen |
| ------------------------ | ----------------- | ------ |
| Deutschland (GfK)        | 5 (13 Wo.)        | 13     |
| Österreich (Ö3)          | 34 (7 Wo.)        | 7      |
| Schweiz (IFPI)           | 24 (8 Wo.)        | 8      |

| ChartsJahrescharts (2003) | Platzierung |
| ------------------------- | ----------- |
| Deutschland (GfK)         | 100         |